# Comunidad de Pueblos Indígenas de Ruanda
La Comunidad de Pueblos Indígenas de Ruanda (Community of Indigenous People of Rwanda, CAURWA) cambió su nombre en 2007 por el de Comunidad de Ceramistas Ruandeses (Community of Rwandese Potters, COPORWA) para cumplir una norma del gobierno que no permitía el reconocimiento de grupos o etnias indígenas. 
La CAURWA se creó en su día para proteger los derechos de los batwa, un pueblo pigmeo de Ruanda, en África Central. Los batwa o twa son el tercer grupo étnico en importancia del país, después de los hutus (85%) y los tutsis (14%), ya que su población se estima entre 20.000 y 27.000 personas, el 0,4% del total de Ruanda (8.440.820 hab). 
El 17 de enero de 1993, la CAURWA entró a formar parte de la Organización de Naciones y Pueblos No Representados (UNPO). 
Un censo realizado por la UNPO a finales de 1994, estima que a raíz del Genocidio de Ruanda murieron entre 8.000 y 10.000 batwas, la mayoría hombres y niños, dejando la población entre 10.000 y 20.000 personas, la mayoría mujeres, que tuvieron que asumir la responsabilidad de la reconstrucción.
Como todos los ruandeses, los twas hablan kiñarwanda. La mayoría son cristianos, aunque algunos aun practican su religión tradicional. Su vida y su cultura están profundamente relacionadas con el bosque, que forma parte de su identidad.